# Capaciteitsfactor
De capaciteitsfactor, productiviteitsfactor of productiefactor is een maat voor de productiviteit van een energiecentrale. Het is de verhouding tussen de werkelijke elektriciteitsproductie van een elektriciteitscentrale en de maximaal mogelijke (met de aanwezige elektrische infrastructuur) opbrengst in dezelfde periode. Het is ook de verhouding tussen het gemiddelde vermogen in een bepaalde periode en het maximale (of nominale) vermogen van de energiecentrale.
De capaciteitsfactor kan ook worden uitgedrukt in het aantal vollasturen in een gegeven periode. Een capaciteitsfactor van 10% komt bijvoorbeeld overeen met ongeveer 877 vollasturen per jaar. Een energiecentrale met een vermogen van 10 MW en een capaciteitsfactor van 10% (een zonnepark bijvoorbeeld) wekt per jaar dus zo'n 8.770 MWh stroom op.

## Oorzaken
Voor een basislastcentrale is de capaciteitsfactor afhankelijk van de betrouwbaarheid, eventuele onderhoudswerkzaamheden en in het geval van een kerncentrale bijvoorbeeld het verversen van de kernbrandstof.
Voor middenlast- en pieklastcentrales is de capaciteitsfactor daarnaast afhankelijk van de elektriciteitsvraag in de bekeken periode; deze centrales worden stilgelegd of vertraagd bij verminderde vraag, of bij verhoogd aanbod van goedkopere energie (zoals zon- of windenergie, of bijvoorbeeld energieoverschotten in het buitenland).
Voor zonnepanelen wordt de capaciteitsfactor bepaald door de plaatsing: oriëntatie en hellingshoek van het paneel, de breedtegraad en het plaatselijke klimaat (met name zonuren en temperatuur). In Nederland halen zonnepanelen een capaciteitsfactor van ongeveer 10% (zie Zonne-energie in Nederland).
Voor windturbines is de capaciteitsfactor sterk afhankelijk van het windaanbod (en afwezigheid van windschaduw) en de grootte van de windmolen - grotere windmolens vangen wind van hogere luchtlagen en kunnen zo vaker en/of harder draaien. In Nederland is de capaciteitsfactor van wind op land ongeveer 20-40%, voor wind op zee loopt dit op tot 50% (zie Windturbines in Nederland). In de toekomst verwacht men met nog grotere windmolens een capaciteitsfactor boven de 60% te kunnen halen.

## Omrekening
| Capaciteitsfactor (%) | Vollasturen per gem. jaar |
| --------------------- | ------------------------- |
| 0                     | 0                         |
| 5                     | 438                       |
| 10                    | 877                       |
| 15                    | 1315                      |
| 20                    | 1753                      |
| 25                    | 2192                      |
| 30                    | 2630                      |
| 35                    | 3068                      |
| 40                    | 3506                      |
| 45                    | 3945                      |
| 50                    | 4383                      |
| 55                    | 4821                      |
| 60                    | 5260                      |
| 65                    | 5698                      |
| 70                    | 6136                      |
| 75                    | 6575                      |
| 80                    | 7013                      |
| 85                    | 7451                      |
| 90                    | 7889                      |
| 95                    | 8328                      |
| 100                   | 8766                      |

| Vollasturen per gem. jaar | Capaciteitsfactor (%) |
| ------------------------- | --------------------- |
| 0                         | 0,0                   |
| 500                       | 5,7                   |
| 1000                      | 11,4                  |
| 1500                      | 17,1                  |
| 2000                      | 22,8                  |
| 2500                      | 28,5                  |
| 3000                      | 34,2                  |
| 3500                      | 39,9                  |
| 4000                      | 45,6                  |
| 4500                      | 51,3                  |
| 5000                      | 57,0                  |
| 5500                      | 62,7                  |
| 6000                      | 68,4                  |
| 6500                      | 74,2                  |
| 7000                      | 79,9                  |
| 7500                      | 85,6                  |
| 8000                      | 91,3                  |
| 8500                      | 97,0                  |
| 8766                      | 100,0                 |